# راشل شلینا اسرائیل
راشل شلینا اسرائیل (عبری: רחל שלי ישראל‎؛ زادهٔ ۱۸ ژانویهٔ ۱۹۸۶) بازیکن فوتبال اهل اسرائیل است.
از باشگاه‌هایی که در آن بازی کرده‌است می‌توان به اشاره کرد.
وی همچنین در تیم ملی فوتبال زنان اسرائیل بازی کرده‌است.